# Ullit Island
Ullit Island är en ö i Kanada.   Den ligger i territoriet Nunavut, i den nordöstra delen av landet, 2 600 km norr om huvudstaden Ottawa. Arean är 2,4 kvadratkilometer.
Terrängen på Ullit Island är mycket platt. Öns högsta punkt är 14 meter över havet. Den sträcker sig 3,3 kilometer i nord-sydlig riktning, och 1,4 kilometer i öst-västlig riktning.
Trakten runt Ullit Island består i huvudsak av gräsmarker. Trakten runt Ullit Island är nära nog obefolkad, med mindre än två invånare per kvadratkilometer.